# Lenny (film)
Lenny è un film del 1974 diretto da Bob Fosse sulla vita del comico statunitense Lenny Bruce, interpretato da Dustin Hoffman, tratto da una pièce teatrale di Julian Barry, adattata per il cinema dallo stesso autore.

## Trama
L'ascesa al successo del comico Lenny Bruce viene continuamente ostacolata dalle denunce per oscenità a causa del suo umorismo provocatorio e del suo linguaggio volgare ed esplicito, malcompresi dall'America puritana a cavallo tra gli anni cinquanta e gli anni sessanta. Quella che considera una persecuzione bigotta si ripercuote sulla sua vita privata: i continui litigi con la moglie, spogliarellista in disarmo, i tradimenti e le avventure senza sentimento, la vita sregolata e l'abuso di alcool e droghe lo conducono a una morte tragica.

## Distribuzione
Presentato in concorso al Festival di Cannes 1975, ha valso a Valerie Perrine il premio per la migliore interpretazione femminile.

## Riconoscimenti
- 1975 - Premio Oscar
  - Candidatura Miglior film a Marvin Worth
  - Candidatura Migliore regia a Bob Fosse
  - Candidatura Miglior attore protagonista a Dustin Hoffman
  - Candidatura Miglior attrice protagonista a Valerie Perrine
  - Candidatura Migliore sceneggiatura non originale a Julian Barry
  - Candidatura Migliore fotografia a Bruce Surtees
- 1975 - Golden Globe
  - Candidatura Migliore regia a Bob Fosse
  - Candidatura Miglior attore in un film drammatico a Dustin Hoffman
  - Candidatura Miglior attrice in un film drammatico a Valerie Perrine
- 1976 - Premio BAFTA
  - Miglior attrice debuttante a Valerie Perrine
  - Candidatura Miglior attore protagonista a Dustin Hoffman
  - Candidatura Miglior attrice protagonista a Valerie Perrine
- 1974 - National Board of Review Award
  - Miglior attrice non protagonista a Valerie Perrine
- 1975 - Festival di Cannes
  - Migliore interpretazione femminile a Valerie Perrine
  - Candidatura Palma d'oro a Bob Fosse
- 1974 - New York Film Critics Circle Award
  - Miglior attrice non protagonista a Valerie Perrine